# Ski Classics
De Ski Classics (officieel Visma Ski Classics) is een competitie van langlaufmarathons in de klassieke techniek in Europa. De Ski Classics worden geëxploiteerd door Ski Classics AB, dat in handen is van Vasaloppet, Birken en W Sportsmedia.

## Geschiedenis
De competitie begon in januari 2011 en combineert de traditioneelste langeafstandslanglaufwedstrijden in Europa. De competitie is zeer commercieel opgezet, waarbij alle langlaufers behoren tot een Pro Team waardoor zij worden gesponsord. In het seizoen 2021/2022 bestaat de competitie uit 15 wedstrijden.
De Ski Classics zijn opgericht in samenwerking van W sportsmedia, de atleten en de wedstrijdvertegenwoordigers om het langeafstandslanglaufen te stimuleren. De Ski Classics is uniek in het feit dat de Pro Teams, amateurs evenals de mannen en vrouwen in dezelfde wedstrijd starten.
De Ski Classics begon oorspronkelijk in 2007 met het uitzenden van de Zweedse race, de Wasaloop, buiten Zweden. De Wasaloop is een tv instituut en deel van de folklore in Zweden. Om verder te groeien moest de tv-productie worden geïnternationaliseerd. Uiteindelijk nam de vraag toe voor een serie van live uitgezonden wedstrijden, waarna de Ski Classics werden opgezet.
Van 2013 tot 2015 was het Noorse sportkleding merk Swix, de titelsponsor van de Ski Classics. Vanaf het seizoen 2015/2016 heeft de Noorse softwareontwikkelaar Visma het titelsponsorschap overgenomen.
De Ski Classics verdeelt prijzen in 4 klassementen, de gele trui voor het algemeen klassement, de groene trui voor het sprint klassement, de blauwe trui voor het teamklassement en de roze trui voor het jeugd klassement.

## Tv-rechten
Vanaf het seizoen 2016/2017 kunnen de wedstrijden gevolgd worden via de eigen abonnementsdienst Visma Ski Classics Play. Een jaarabonnement kost van het seizoen 2019/2020 € 49,99 (tot 2018/2019: € 39,99). Voorheen waren de wedstrijden uit de Ski Classics gratis live te bekijken via het Youtube kanaal van de Ski Classics. In het seizoen 2015/2016 werden de Ski Classics in Nederland uitgezonden door Ziggo Sport.

## Puntenverdeling
De top 50 scoren punten volgens onderstaande tabel.
| Positie | 1   | 2   | 3   | 4   | 5   | 6  | 7  | 8  | 9  | 10 | 11 | 12 | 13 | 14 | 15 | 16 | 17 | 18 | 19 | 20 | 21 | 22 | 23 | 24 | 25 |
| Punten  | 200 | 170 | 140 | 120 | 100 | 95 | 90 | 85 | 80 | 75 | 70 | 66 | 62 | 58 | 54 | 50 | 47 | 44 | 41 | 38 | 35 | 33 | 31 | 29 | 27 |

| Positie | 26 | 27 | 28 | 29 | 30 | 31 | 32 | 33 | 34 | 36 | 36 | 37 | 38 | 39 | 40 | 41 | 42 | 43 | 44 | 45 | 46 | 47 | 48 | 49 | 50 |
| Punten  | 25 | 24 | 23 | 22 | 21 | 20 | 19 | 18 | 17 | 16 | 15 | 14 | 13 | 12 | 11 | 10 | 9  | 8  | 7  | 6  | 5  | 4  | 3  | 2  | 1  |

## Wedstrijden

### Huidige wedstrijden
| Nr. | Plaats              | Loop                      | Afstand                             | Maakt deel uit sinds        |
| --- | ------------------- | ------------------------- | ----------------------------------- | --------------------------- |
| 1.  | Orsa Grönklitt      | Pro Team Tempo            | 15 km klassieke stijl (ploegproef)  | 2021/22                     |
| 2.  | Orsa Grönklitt      | Proloog                   | 35 km klassieke stijl (individueel) | 2021/22                     |
| 3.  | Misurina            | Tre Cime Criterium        | 48 km klassieke stijl               | 2021/22                     |
| 4.  | Misurina            | Misurina Individual Tempo | 15 km klassieke stijl (individueel) | 2021/22                     |
| 5.  | Val Venosta         | La Venosta                | 45 km klassieke stijl               | 2019/20                     |
| 6.  | Val Venosta         | Reschenseerennen          | 45 km klassieke stijl               | 2021/22                     |
| 7.  | Pontresina-Zuoz     | La Diagonela              | 55 km klassieke stijl               | 2014                        |
| 8.  | Moena-Cavalese      | Marcialonga               | 70 km klassieke stijl               | 2011                        |
| 9.  | Bedřichov           | Jizerská padesátka        | 50 km klassieke stijl               | 2011                        |
| 10. | Otepää-Elva         | Tartu Maraton             | 63 km klassieke stijl               | 2012, 2021/22               |
| 11. | Sälen-Mora          | Wasaloop                  | 90 km klassieke stijl               | 2011                        |
| 12. | Rena-Lillehammer    | Birkebeinerrennet         | 54 km klassieke stijl               | 2011                        |
| 13. | Vålådalen           | Årefjällsloppet           | 100 km klassieke stijl              | 2013 tot 2016/2017, 2020/21 |
| 14. | Setermoen-Bardufoss | Reistadløpet              | 50 km klassieke stijl               | 2016/17                     |
| 15. | Ylläs-Levi          | Ylläs-Levi                | 70 km klassieke stijl               | 2016/17                     |

### Voormalige wedstrijden
| Plaats          | Loop                         | Afstand                  | Jaar                |
| --------------- | ---------------------------- | ------------------------ | ------------------- |
| Livigno         | Pro Team Tempo               | 15 km klassieke stijl    | 2016/17 tot 2020/21 |
| Toblach–Cortina | Toblach–Cortina              | 42 km klassieke stijl    | 2015/16 tot 2020/21 |
| Livigno         | Proloog                      | 35 km klassieke stijl    | 2016/17 tot 2020/21 |
| Seefeld         | Kaiser-Maximilian-Lauf       | 60 km klassieke stijl    | 2015/16 tot 2019/20 |
| Maloja-S-chanf  | Engadin Skimarathon          | 42 km vrije stijl        | 2018/19             |
| Livigno         | La Sgambeda                  | 35 km klassieke stijl    | tot 2017/18         |
| Changchun       | Vasaloppet China             | 50 km klassieke stijl    | 2016/17             |
| Oberammergau    | König-Ludwig-Lauf            | 50 km klassieke stijl    | 2011 tot 2015/16    |
| Norefjell       | Norefjellsrennet             | 43/66 km klassieke stijl | 2011 tot 2012       |
| Vålådalen       | Ski Classics Final Vålådalen | 53 km klassieke stijl    | 2012                |

## Erelijst algemeen klassement

### Mannen
| Seizoen | Eerste              | Tweede              | Derde               |
| ------- | ------------------- | ------------------- | ------------------- |
| 2021/22 | Andreas Nygaard     | Emil Persson        | Max Novak           |
| 2020/21 | Emil Persson        | Tord Asle Gjerdalen | Oskar Kardin        |
| 2019/20 | Andreas Nygaard     | Tord Asle Gjerdalen | Stian Hoelgaard     |
| 2018/19 | Andreas Nygaard     | Petter Eliassen     | Tord Asle Gjerdalen |
| 2017/18 | Tord Asle Gjerdalen | Andreas Nygaard     | Morte Eide Pedersen |
| 2016/17 | Tord Asle Gjerdalen | Petter Eliassen     | Andreas Nygaard     |
| 2015/16 | Petter Eliassen     | Tord Asle Gjerdalen | John Kristian Dahl  |
| 2014/15 | Petter Eliassen     | Anders Aukland      | Tord Asle Gjerdalen |
| 2014    | Johan Kjølstad      | John Kristian Dahl  | Simen Østensen      |
| 2013    | Anders Aukland      | Jørgen Aukland      | Stanislav Řezáč     |
| 2012    | Anders Aukland      | Stanislav Řezáč     | Jörgen Brink        |
| 2011    | Stanislav Řezáč     | Jerry Ahrlin        | Anders Aukland      |

### Vrouwen
| Seizoen | Eerste                   | Tweede                 | Derde                    |
| ------- | ------------------------ | ---------------------- | ------------------------ |
| 2021/22 | Britta Johansson Norgren | Ida Dahl               | Astrid Øyre Slind        |
| 2020/21 | Lina Korsgren            | Ida Dahl               | Emilie Fleten            |
| 2019/20 | Britta Johansson Norgren | Kari Vikhagen Gjeitnes | Kateřina Smutná          |
| 2018/19 | Britta Johansson Norgren | Astrid Øyre Slind      | Kateřina Smutná          |
| 2017/18 | Britta Johansson Norgren | Kateřina Smutná        | Lina Korsgren            |
| 2016/17 | Britta Johansson Norgren | Kateřina Smutná        | Astrid Øyre Slind        |
| 2015/16 | Britta Johansson Norgren | Seraina Boner          | Kateřina Smutná          |
| 2014/15 | Kateřina Smutná          | Seraina Boner          | Britta Johansson Norgren |
| 2014    | Seraina Boner            | Laila Kveli            | Susanne Nyström          |
| 2013    | Seraina Boner            | Laila Kveli            | Jenny Hansson            |
| 2012    | Jenny Hansson            | Susanne Nyström        | Seraina Boner            |
| 2011    | Seraina Boner            | Jenny Hansson          | Susanne Nyström          |

### Pro Team
| Seizoen | Eerste               | Tweede               | Derde                |
| ------- | -------------------- | -------------------- | -------------------- |
| 2021/22 | Team Ramudden        | Lager 157 Ski Team   | Team Ragde Charge    |
| 2020/21 | Team Ramudden        | Lager 157 Ski Team   | Team Ragde Eiendom   |
| 2019/20 | Team Ragde Eiendom   | Lager 157 Ski Team   | Team Koteng          |
| 2018/19 | Team Koteng          | Team Ragde Eiendom   | Lager 157 Ski Team   |
| 2017/18 | Team Santandar       | Lager 157 Ski Team   | Team Koteng          |
| 2016/17 | Team Santandar       | Lager 157 Ski Team   | Team United Bakeries |
| 2015/16 | Team Santandar       | Team United Bakeries | Team Exspirit        |
| 2014/15 | Team Santandar       | Team United Bakeries | Team Coop            |
| 2014    | Team United Bakeries | Team Centric         | Team Coop            |
| 2013    | Team Xtra Personell  | Team Coop            | Team United Bakeries |
| 2012    | Team Xtra Personell  | Team Exspirit        | Team United Bakeries |
| 2011    | Team Xtra Personell  | Team Exspirit        | Team United Bakeries |

## Erelijst overige klassementen

### Sprint

#### Mannen
| Seizoen | Eerste          | Tweede              | Derde           |
| ------- | --------------- | ------------------- | --------------- |
| 2021/22 | Stian Berg      | Emil Persson        | Ermil Vokuev    |
| 2020/21 | Emil Persson    | Maksim Vylegsjanin  | Max Novak       |
| 2019/20 | Stian Berg      | Max Novak           | Oskar Kardin    |
| 2018/19 | Anton Karlsson  | Andreas Nygaard     | Stian Berg      |
| 2017/18 | Anton Karlsson  | Oskar Kardin        | Andreas Nygaard |
| 2016/17 | Andreas Nygaard | Morte Eide Pedersen | Petter Eliassen |

#### Vrouwen
| Seizoen | Eerste                   | Tweede                   | Derde             |
| ------- | ------------------------ | ------------------------ | ----------------- |
| 2021/22 | Britta Johansson Norgren | Anikken Gjerde Alnæs     | Lina Korsgren     |
| 2020/21 | Lina Korsgren            | Ida Dahl                 | Jenny Larsson     |
| 2019/20 | Lina Korsgren            | Britta Johansson Norgren | Astrid Øyre Slind |
| 2018/19 | Britta Johansson Norgren | Lina Korsgren            | Astrid Øyre Slind |
| 2017/18 | Britta Johansson Norgren | Kateřina Smutná          | Astrid Øyre Slind |
| 2016/17 | Britta Johansson Norgren | Justyna Kowalczyk        | Kateřina Smutná   |

### Klimmen

#### Mannen
| Seizoen | Eerste              | Tweede                | Derde               |
| ------- | ------------------- | --------------------- | ------------------- |
| 2021/22 | Tord Asle Gjerdalen | Johannes Eklöf        | Ermil Vokuev        |
| 2020/21 | Ermil Vokuev        | Tord Asle Gjerdalen   | Morte Eide Pedersen |
| 2019/20 | Morte Eide Pedersen | Andreas Holmberg      | Petter Eliassen     |
| 2018/19 | Morte Eide Pedersen | Chris Andre Jespersen | Simen Østensen      |
| 2017/18 | Morte Eide Pedersen | Tord Asle Gjerdalen   | Ermil Vokuev        |

#### Vrouwen
| Seizoen | Eerste                   | Tweede                   | Derde           |
| ------- | ------------------------ | ------------------------ | --------------- |
| 2021/22 | Astrid Øyre Slind        | Britta Johansson Norgren | Ida Dahl        |
| 2020/21 | Lina Korsgren            | Emilie Fleten            | Ida Dahl        |
| 2019/20 | Britta Johansson Norgren | Astrid Øyre Slind        | Lina Korsgren   |
| 2018/19 | Astrid Øyre Slind        | Britta Johansson Norgren | Kateřina Smutná |
| 2017/18 | Britta Johansson Norgren | Justyna Kowalczyk        | Masako Ishida   |

### Jeugd

#### Mannen
| Seizoen | Eerste               | Tweede               | Derde                  |
| ------- | -------------------- | -------------------- | ---------------------- |
| 2021/22 | Max Novak            | Herman Paus          | Axel Jutterström       |
| 2020/21 | Emil Persson         | Johannes Eklöf       | Max Novak              |
| 2019/20 | Max Novak            | Emil Persson         | Torleif Syrstad        |
| 2018/19 | Torleif Syrstad      | Magnus Vesterheim    | Emil Persson           |
| 2017/18 | Oskar Kardin         | Ermil Vokuev         | Torleif Syrstad        |
| 2016/17 | Stian Hoelgaard      | Oskar Kardin         | Oscar Persson          |
| 2015/16 | Stian Hoelgaard      | Anders Høst          | Andreas Nygaard        |
| 2014/15 | Anders Høst          | Stian Hoelgaard      | Bill Impola            |
| 2014    | Christoffer Callesen | Tore Bjørseth Berdal | Stian Hoelgaard        |
| 2013    | Morte Eide Pedersen  | Christoffer Callesen | Jens Eriksson          |
| 2012    | Morte Eide Pedersen  | Christoffer Callesen | Stian Remseth Andresen |
| 2011    | Morte Eide Pedersen  | Lars Ljung           |                        |

#### Vrouwen
| Seizoen | Eerste               | Tweede                     | Derde              |
| ------- | -------------------- | -------------------------- | ------------------ |
| 2021/22 | Ida Dahl             | Julia Angelsiöö            | Ida Palmberg       |
| 2020/21 | Ida Dahl             | Jenny Larsson              | Anastasia Rygalina |
| 2019/20 | Ida Dahl             | Thea Krokan Murud          | Jenny Larsson      |
| 2018/19 | Sofie Elebro         | Marie Renée Sørum Gangsø   | Julia Angelsiöö    |
| 2017/18 | Evelina Bångman      | Roxane Lacroix             | Sofie Elebro       |
| 2016/17 | Evelina Bångman      | Svenja Hoelzle             | Kristin Antonsen   |
| 2015/16 | Emelia Lindstedt     | Alexandra Svoboda          | Svenja Hoelzle     |
| 2014/15 | Tone Sundvor         | Tuva Toftdahl Staver       | Emma Wikén         |
| 2014    | Tuva Toftdahl Staver | Inger Liv Bjerkreim Nilsen | Lina Korsgren      |
| 2013    | Laila Kveli          | Tuva Toftdahl Staver       |                    |
| 2012    | Laila Kveli          | Mari Riseth Guin           |                    |
| 2011    | Laila Kveli          | Berit Gjelten              |                    |

### Alp Trophy

#### Mannen
| Seizoen | Eerste              | Tweede              | Derde               |
| ------- | ------------------- | ------------------- | ------------------- |
| 2020/21 | Emil Persson        | Oskar Kardin        | Ermil Vokuev        |
| 2019/20 | Andreas Nygaard     | Tord Asle Gjerdalen | Stian Hoelgaard     |
| 2018/19 | Petter Eliassen     | Andreas Nygaard     | Tord Asle Gjerdalen |
| 2017/18 | Tord Asle Gjerdalen | Ilja Tsjernoesov    | Morte Eide Pedersen |

#### Vrouwen
| Seizoen | Eerste                   | Tweede                            | Derde             |
| ------- | ------------------------ | --------------------------------- | ----------------- |
| 2020/21 | Lina Korsgren            | Emilie Fleten                     | Ida Dahl          |
| 2019/20 | Britta Johansson Norgren | Kari Vikhagen Gjeitnes            | Astrid Øyre Slind |
| 2018/19 | Britta Johansson Norgren | Astrid Øyre Slind Kateřina Smutná |                   |
| 2017/18 | Britta Johansson Norgren | Kateřina Smutná                   | Lina Korsgren     |

### Nordic Trophy

#### Mannen
| Seizoen | Eerste          | Tweede               | Derde               |
| ------- | --------------- | -------------------- | ------------------- |
| 2020/21 | Emil Persson    | Tord Asle Gjerdalen  | Andreas Nygaard     |
| 2019/20 | Petter Eliassen | Stian Hoelgaard      | Torleif Syrstad     |
| 2018/19 | Andreas Nygaard | Tore Bjørseth Berdal | Stian Hoelgaard     |
| 2017/18 | Andreas Nygaard | Tord Asle Gjerdalen  | Anders Aukland      |
| 2016/17 | Petter Eliassen | Anders Aukland       | Tord Asle Gjerdalen |

#### Vrouwen
| Seizoen | Eerste                   | Tweede                   | Derde                    |
| ------- | ------------------------ | ------------------------ | ------------------------ |
| 2020/21 | Lina Korsgren            | Emilie Fleten            | Ida Dahl                 |
| 2019/20 | Lina Korsgren            | Britta Johansson Norgren | Kateřina Smutná          |
| 2018/19 | Astrid Øyre Slind        | Britta Johansson Norgren | Lina Korsgren            |
| 2017/18 | Astrid Øyre Slind        | Kateřina Smutná          | Britta Johansson Norgren |
| 2016/17 | Britta Johansson Norgren | Justyna Kowalczyk        | Astrid Øyre Slind        |

### Grand Classics

##### Mannen
| Seizoen | Eerste          | Tweede       | Derde          |
| ------- | --------------- | ------------ | -------------- |
| 2021/22 | Andreas Nygaard | Emil Persson | Johannes Eklöf |

#### Vrouwen
| Seizoen | Eerste            | Tweede   | Derde                    |
| ------- | ----------------- | -------- | ------------------------ |
| 2021/22 | Astrid Øyre Slind | Ida Dahl | Britta Johansson Norgren |

## Legendes
Atleten die ten minste vijf individuele Pro Tour-evenementen hebben gewonnen, worden geclassificeerd als "Ski Classics Legendes" van de sport. Ook evenementen die hebben plaatsgevonden voordat de Ski Classis waren opgericht, tellen mee.
| Aantal | Legende                  |
| ------ | ------------------------ |
| 25     | Britta Johansson Norgren |
| 16     | Anders Aukland           |
| 15     | Seraina Boner            |
| 15     | Andreas Nygaard          |
| 14     | Stanislav Řezáč          |
| 13     | Petter Eliassen          |
| 12     | Tord Asle Gjerdalen      |
| 11     | Kateřina Smutná          |
| 10     | Lina Korsgren            |
| 9      | Astrid Øyre Slind        |
| 9      | Emil Persson             |
| 8      | Jørgen Aukland           |
| 7      | Oskar Svärd              |
| 7      | Jenny Grip               |
| 6      | Justyna Kowalczyk        |
| 6      | Jerry Ahrlin             |
| 5      | John Kristian Dahl       |
| 5      | Sandra Hansson           |
| 5      | Daniel Tynell            |

Bijgewerkt t/m seizoen 2021/2022

 Dikgedrukt, langlaufer is nog actief. 